# No Air
No Air ist ein Lied der US-amerikanischen Pop- und Contemporary-R&B-Sängerin Jordin Sparks, zusammen mit Chris Brown. Es wurde am 20. November 2007 als Single veröffentlicht, woraufhin es in den Billboard Hot 100 Platz drei erreichte. Nachdem es einige Monate später auch in Europa erschien, erlangte es in Deutschland Position zehn und im Vereinigten Königreich Rang drei der Charts. Der Titel, bei dem Chris Brown als Duettpartner in Erscheinung tritt, ist somit Sparks’ bisher erfolgreichste Singleveröffentlichung und konnte allein in den USA 3,3 Millionen Tonträger verkaufen. Bei den Grammy Awards 2009 war die Zusammenarbeit in der Kategorie „Best Pop Collaboration With Vocals“ nominiert, verlor jedoch gegen „Rich Woman“ von Robert Plant und Alison Krauss.

## Hintergrund und Veröffentlichung
Das Lied, welches von Harvey Mason Jr., Damon Thomas, James Fauntleroy II und Erik Griggs geschrieben wurde, erschien 2008 als Sparks dritte Single insgesamt und stellte in den USA die zweite Auskopplung aus ihrem nach ihr benannten Debütalbum dar. Zudem war es ihre zweite Single in Großbritannien und die erste, welche man in ganz Europa veröffentlichte. Die Produktion des Titels übernahmen die Songwriter, welche hierbei unter ihrem Pseudonym The Underdogs arbeiteten. Als B-Seite der Single ist das Lied „Save Me“ enthalten, welches als digitaler Bonustrack auch auf ihrem Album zu finden ist.

## Komposition
„No Air“ ist ein Contemporary-R&B- und Popsong. Zudem wurde er als „Powerballade“ beschrieben und nutze die „beeindruckende Bandbreite von Sparks’ Stimme“ gut aus. Laut Musicnotes.com spielt das Lied in der Tonart Ges-Dur und der Taktangabe Viervierteltakt.

## Liveauftritte
Am 10. April 2008 sangen Brown und Sparks das Lied gemeinsam während der Top-8-Show der siebten Staffel von American Idol. Anschließend trat Sparks ohne Chris Brown bei Australian Idol auf, wo sie den Titel in der Top-12-Show vortrug. Später begleitete Sparks Alicia Keys auf deren As I Am Tour in Nordamerika und Ozeanien, wo das Lied zur Setlist gehörte. Ebenso zu Setlist gehörte der Titel während der Jesse & Jordin LIVE Tour, einer gemeinsamen Tour von Sparks und Jesse McCartney, welche im August 2008 in den USA stattfand.

## Musikvideo

### Hintergrund
Das Musikvideo wurde am 23. Januar 2008 in New York City gedreht. Dabei führte Chris Robinson Regie. Der Clip war die erste Zusammenarbeit zwischen Robinson, Sparks und Brown. Später führte der Regisseur noch bei einigen anderen Videos Regie, in denen auch Brown und Sparks mitwirkten. Ursprünglich sollte das Video erstmals am 25. Februar auf Yahoo! Music gezeigt werden, allerdings leakte es bereits am 20. Februar.

### Zusammenfassung
In der ersten Sequenz spielt Sparks bei sich zu Hause Klavier, ehe sie das Spielen unterbricht, um mit ihrem Handy zu telefonieren. Dabei erreicht sie jedoch lediglich den Anrufbeantworter, bei dem sie Brown die Nachricht hinterlässt, anzurufen, sobald er die Möglichkeit dazu hat. Kurz zuvor war das Handy, welches sie anrufen wollte, auf einer Theke in einem seltsam dampfenden Raum gezeigt worden. Anschließend ist ihre Silhouette auf der linken Seite vor einem grauen Hintergrund zu sehen, ehe die Musik beginnt. Nachdem die Musik begonnen hat, sieht man, wie Sparks vor einem Fenster sitzt und ein Herz an das neblige Fenster malt, bevor sie zu singen beginnt. In der nächsten Szene taucht Brown erstmals auf. Er wischt den nebligen Spiegel in seinem Bad ab, als auch er seinen ersten Vers singt. Nachdem für kurze Zeit beide Protagonisten noch einmal kurz dargestellt werden, sieht man erneut den grauen Hintergrund, vor dem nun links erneut Sparks und recht mittlerweile Brown zu entdecken sind. Die beiden schauen sich direkt an. Danach wird gezeigt, wie Brown seine Jacke nimmt und durch New York City läuft. Zwischendurch werden immer wieder einzelne Szenen eingeblendet, in denen auch Sparks beziehungsweise der graue Hintergrund mit beiden Sängern an je einer Seite zu sehen ist. Nach einiger Zeit steht Sparks auf der Brooklyn Bridge, ehe sie in einem Auto durch die Stadt fährt. In der Zwischenzeit wurden mehrmals Sequenzen eingeblendet, in der Brown in einem Tonstudio seinen Text singt. Anschließend taucht Brown bei Sparks zu Hause auf, und die beiden singen gemeinsam den Refrain des Liedes. Zuletzt verlässt er das Haus wieder und man sieht erneut die beiden Silhouetten vor dem grauen Hintergrund. Diesmal jedoch entfernen sie sich voneinander und verschwinden aus dem Bild. Kurz zuvor hatte Brown zudem begonnen, auf den Instrumenten im Tonstudio zu spielen.

### Auszeichnungen und Nominierungen
Das Musikvideo erhielt unter anderem bei den MTV Video Music Awards zwei Nominierungen in den Kategorien „Best Female Video“ und „Best New Artist“, wobei die Auszeichnungen an Britney Spears und deren Video „Piece of Me“ sowie Tokio Hotel und „Ready, Set, Go!“ ging.

## Rezeption

### Rezensionen
Das Lied erhielt gemischte Kritiken. Bill Lamb beispielsweise schrieb, dass der Titel ab dem Beginn von Sparks’ widerhallender Stimme so hell und weinerlich wirke, dass es Spezialeffekte und Produktionstricks brauche, „um die Tatsache zu bedecken, dass es wirklich kein nennenswertes Lied ist“. Bei BBC Music war man hingegen der Meinung, dass der Titel zum Ende hin ziemlich prophetisch sei. Die beiden Sänger würden sich stimmlich zudem so sehr verausgaben, dass man sich wundere, wie sie ihr Verlangen verbergen, alle 30 Sekunden nach einem Eimer voll kostbarem Sauerstoff zu keuchen.

### Kommerzieller Erfolg
In den Billboard Hot 100 der USA stieg das Lied Ende Januar auf Platz 95 ein, ehe es nach vielen Wochen im April mit Platz drei seine Höchstposition erlangte. Dieser Position hatte es insgesamt vier Wochen lang inne, ehe es in den Charts wieder nach unten fiel. Mit dieser Position ist es bis heute Sparks’ höchste Platzierung in den USA. Bis November 2011 konnten rund 3.347.000 Tonträger abgesetzt werden, womit es sowohl Browns als auch Sparks’ erste Single ist, welche jemals die Grenze von drei Millionen verkauften Einheiten überschritt. Zudem ist Sparks auch die erste American-Idol-Künstlerin, der dies gelang. In Großbritannien platzierte das Lied sich ebenfalls auf Rang drei, in Deutschland stieg es lediglich bis auf Platz zehn.
| ChartsChartplatzierungen       | Höchstplatzierung | Wochen |
| ------------------------------ | ----------------- | ------ |
| Deutschland (GfK)              | 10 (22 Wo.)       | 22     |
| Österreich (Ö3)                | 8 (26 Wo.)        | 26     |
| Schweiz (IFPI)                 | 8 (29 Wo.)        | 29     |
| Vereinigtes Königreich (OCC)   | 3 (27 Wo.)        | 27     |
| Vereinigte Staaten (Billboard) | 3 (35 Wo.)        | 35     |

| ChartsJahrescharts (2008)      | Platzierung |
| ------------------------------ | ----------- |
| Deutschland (GfK)              | 42          |
| Österreich (Ö3)                | 36          |
| Schweiz (IFPI)                 | 38          |
| Vereinigtes Königreich (OCC)   | 21          |
| Vereinigte Staaten (Billboard) | 6           |

### Auszeichnungen für Musikverkäufe
| Land/Region                  | Auszeichnungen für Musikverkäufe (Land/Region, Auszeichnung, Verkäufe) | Verkäufe  |
| ---------------------------- | ---------------------------------------------------------------------- | --------- |
| Australien (ARIA)            | 2× Platin                                                              | 140.000   |
| Dänemark (IFPI)              | Platin                                                                 | 15.000    |
| Deutschland (BVMI)           | Gold                                                                   | 150.000   |
| Kanada (MC)                  | Platin · + Gold (Ringtone)                                             | 60.000    |
| Neuseeland (RMNZ)            | 3× Platin                                                              | 90.000    |
| Norwegen (IFPI)              | 2× Platin                                                              | 20.000    |
| Schweden (IFPI)              | Gold                                                                   | 10.000    |
| Vereinigte Staaten (RIAA)    | Platin (Single) · + Platin (Mastertone)                                | 3.596.000 |
| Vereinigtes Königreich (BPI) | 2× Platin                                                              | 1.200.000 |
| Insgesamt                    | 3× Gold · 13× Platin ·                                                 | 5.281.000 |

Hauptartikel: Chris Brown (Sänger)/Auszeichnungen für Musikverkäufe

### Auszeichnungen und Nominierungen
Die Zusammenarbeit erhielt zahlreiche Nominierungen und Auszeichnungen. Bei den BET Awards 2008 war das Lied beispielsweise in der Kategorie „Viewer’s Choice“ nominiert, den Preis erhielt seinerzeit jedoch „Lollipop“ von Lil Wayne und Static Major. Bei den Grammy Awards 2009 verlor das Duo in der Kategorie „Best Pop Collaboration With Vocals“ gegen das Lied „Rich Woman“ von Robert Plant und Alison Krauss. Auch bei den NAACP Image Award erhielt der Titel eine Nominierung („Outstanding Duo, Group or Collaboration“). Sowohl bei den People’s Choice Awards 2009 als auch bei den Teen Choice Awards 2008 wurde das Duett zweimal für einen Preis vorgeschlagen, wobei es je eine Auszeichnung gewann. Während der Verleihung der People’s Choice Awards wurde den Sängern der Preis in der Kategorie „Favorite Combined Forces“ überreicht, wohingegen sie bei „Favorite Pop Song“ leer ausgingen. Bei den Teen Choice Awards erreichte man in der Sparte „Choice Music: Hook-Up“ eine Auszeichnung, während die Auszeichnung „Choice Music: Love Song“ an die Jonas Brothers und deren Single „When You Look Me in the Eyes“ ging.

## Coverversionen
Das Lied wurde mehrfach gecovert. Die US-amerikanische Country-Sängerin Rissi Palmer nahm den Titel 2008 für eine Wiederveröffentlichung ihres Debütalbums auf, welches im Oktober 2008 erschien. Am 27. Mai desselben Jahres wurde die Coverversion als erste Single veröffentlicht und erreichte daraufhin Platz 47 der Hot Country Songs.
Die Alternative Rock Boyce Avenue coverte das Lied für ihr Akustikalbum Acoustic Sessions, Vol. 2 ebenfalls. Dabei wurde der Titel jedoch nicht als Single veröffentlicht.
In der achten Episode der ersten Staffel der Fernsehserie Glee wurde der Titel vom Cast gecovert. In der Folge, welche den Namen Throwdown trägt, wird das Musikstück von Rachel Berry, gespielt von Lea Michele, und Finn Hudson, dargestellt von Cory Monteith, gesungen. Unterstützt wurden sie dabei von der Schulchor der Serie, New Directions. Am 7. Oktober wurde die Glee-Version schließlich als Single veröffentlicht, woraufhin sie Platz 52 in Großbritannien und Rang 65 in den Billboard Hot 100 erreichte.